# Józef Lutosławski
Józef Lutosławski (ur. 1881 w Drozdowie, zm. 5 września 1918 w Moskwie) – ziemianin związany z Narodową Demokracją, działacz organizacji polskich w Rosji podczas I wojny światowej. Współzałożyciel Centralnego Komitetu Obywatelskiego w Warszawie i działacz jego oddziału w Riazaniu, kierownik Wydziału Wojskowego Rady Polskiej Zjednoczenia Międzypartyjnego w Moskwie. Rozstrzelany przez Czekę za prowadzenie propagandy kontrrewolucyjnej.

## Życiorys
Syn Franciszka Dionizego, ojciec Witolda, kompozytora i dyrygenta. Jego braćmi byli redaktor „Gazety Rolniczej” Jan Lutosławski, poseł na Sejm II RP ks. Kazimierz Lutosławski, społecznik Stanisław Lutosławski, działacz narodowy Marian Lutosławski oraz ideolog Narodowej Demokracji i polskiego harcerstwa Wincenty Lutosławski.
Odbył studia rolnicze w Zurychu, po czym także filozoficzne w Berlinie. Był członkiem Ligi Narodowej (LN) od około 1905 roku.
W 1905 został współpracownikiem „Gońca Porannego”, nowego organu prasowego LN na terenie zaboru rosyjskiego. Redakcję pisma, wykupionego od Franciszka Granowskiego przez Maurycego Zamoyskiego, zreorganizował jego brat Marian, który następnie wydawał „Gońca” z Zamoyskim i Eligiuszem Niewiadomskim.
Po zlikwidowaniu „Przeglądu Wszechpolskiego” przez Romana Dmowskiego w 1905 Józef Lutosławski redagował z Zygmuntem Balickim nowy tygodnik endecki „Myśl Polska” (pierwszy numer w 1906), zamknięty w 1907 i zastąpiony w 1908 przez miesięcznik „Przegląd Narodowy”.
W latach 1908–1915 administrował majątkiem rodzinnym w Górnym Drozdowie oraz browarem. Brał aktywny udział w życiu kulturalnym i społecznym ziemi łomżyńskiej. Organizował przedstawienia, prowadził kursy rolnicze propagując spółdzielczość.
Należał z bratem Marianem do zagorzałych zwolenników Ententy. Po wybuchu I wojny światowej jesienią 1914 obaj organizowali z inicjatywy Romana Dmowskiego Centralny Komitet Obywatelski w Warszawie. Latem 1915 Lutosławscy opuścili Drozdowo w obliczu ofensywy niemieckiej, udając się z rodziną w okolice Mińska, a następnie pod koniec sierpnia do Moskwy. Tam również zajmowali się organizacją pomocy i edukacji dla uchodźców. Latem 1917, w okresie puczu Korniłowa, opowiadali się zdecydowanie przeciw bolszewikom, ścierając się na tym tle z Zofią Lutosławską, która uważała za priorytet wyprowadzenie Rosji z wojny i poprawę bytu ludności.
Był kierownikiem Wydziału Wojskowego Rady Polskiej Zjednoczenia Międzypartyjnego (RPZM). Wraz z bratem Marianem miał wykraść tekst tajnego traktatu zawartego przez Niemcy i Rosję bolszewicką 22 grudnia 1917 podczas rokowań pokojowych w Brześciu, przesłany następnie do Warszawy kardynałowi Aleksandrowi Kakowskiemu, co odegrało rolę w przygotowaniach Polski do zbliżającej się wojny z bolszewikami. Tekst ten był uważany za sfabrykowany. Wydawany przez Franciszka Skąpskiego w Piotrogrodzie „Dziennik Narodowy” doniósł, że Lutosławscy zostali aresztowani jako kierownicy organizacji preparującej dokumenty do rozpowszechniania w Europie poprzez ambasady w ramach propagandy przeciw rządowi bolszewików i że podobne fałszerstwa trafiły wcześniej do wiadomości tamtejszego Klubu Narodowego. Za mistyfikację RPZM uznał dokument przedstawiony przez Lutosławskiego w 1918 jako odpis traktatu niemiecko-rosyjskiego także Mieczysław Birnbaum, główny negocjator w tajnych rokowaniach polsko-bolszewickich w Mikaszewiczach z ramienia Naczelnika Państwa Józefa Piłsudskiego (według zapisu w diariuszu Michała Stanisława Kossakowskiego z 14 listopada 1919).
Lutosławski został wraz z bratem aresztowany przez Czekę 25 kwietnia 1918 pod zarzutem działalności kontrrewolucyjnej i fałszowania dokumentów, skazany na śmierć i 5 września 1918 rozstrzelany w moskiewskim więzieniu na Butyrkach.
Podczas pobytu w więzieniu napisał patriotyczną książkę Chleb i ojczyzna.